# Libertariánská strana (USA)
Libertariánská strana (anglicky The Libertarian Party) je třetí největší americká politická strana, která zastupuje a prosazuje myšlenky klasického liberalismu, libertarianismu, volného trhu a laissez-faire. Strana byla založena v roce 1971.

## Historie
Strana má ve volbách do Sněmovny reprezentantů a Senátu USA po Demokratické a Republikánské straně nejlepší výsledky od roku 1980. Konkuruje v nich především Republikánské straně. V prezidentských volbách 2016 získal její kandidát Gary Johnson 3,3 % hlasů, čímž skončil v počtu hlasů na třetím místě. V Novém Mexiku, kde bydlí, získal přes 9 %. Jednalo se o nejlepší výsledek libertariánů v prezidentských volbách vůbec a o nejlepší výsledek třetího kandidáta od roku 1996. Johnson přebral část republikánské voličské základny, která byla znechucena nominací Donalda Trumpa, ale i té demokratické, která volila protestně proti Hillary Clintonové. Sympatiemi k libertariánskému viceprezidentskému kandidátovi Billu Weldovi se tehdy netajil ani neúspěšný republikánský kandidát na prezidenta v roce 2012 Mitt Romney.
V roce 2020 se po neúspěšném impeachmentu na Donalda Trumpa stal členem Libertariánské strany republikán Justin Amash, člen Sněmovny reprezentantů za třetí volební obvod v Michiganu, čímž měla Libertariánská strana vůbec poprvé v historii zastoupení v Kongresu Spojených států amerických. Do prezidentských voleb na rok 2020 strana vyslala vůbec poprvé ženu – Jo Jorgensenovou. Podle volebních průzkumů má Jorgensenová minimální šance na úspěch, její volební preference se pohybují kolem 1 až 3 %.

## Prezidentské volby
| Rok                       | Prezidentský/Viceprezidentský kandidát | Počet hlasů | Počet procent | Počet volitelů |
| ------------------------- | -------------------------------------- | ----------- | ------------- | -------------- |
| Volby prezidenta USA 1972 | John Hospers/Tonie Nathan              | 3 674       | 0,00005 %     | 1              |
| Volby prezidenta USA 1976 | Roger MacBride/David Bergland          | 172 553     | 0,21 %        | 0              |
| Volby prezidenta USA 1980 | Ed Clark/David Koch                    | 921 128     | 1,06 %        | 0              |
| Volby prezidenta USA 1984 | David Bergland/James Lewis             | 228 111     | 0,25 %        | 0              |
| Volby prezidenta USA 1988 | Ron Paul/Andre Marrou                  | 431 750     | 0,47 %        | 0              |
| Volby prezidenta USA 1992 | Andre Marrou/Nancy Lordová             | 290 087     | 0,28 %        | 0              |
| Volby prezidenta USA 1996 | Harry Browne/Jo Jorgensenová           | 485 759     | 0,50 %        | 0              |
| Volby prezidenta USA 2000 | Harry Browne/Art Olivier               | 384 431     | 0,36 %        | 0              |
| Volby prezidenta USA 2004 | Michael Badnarik/Richard Campagna      | 397 265     | 0,32 %        | 0              |
| Volby prezidenta USA 2008 | Bob Barr/Wayne Allyn Root              | 523 713     | 0,40 %        | 0              |
| Volby prezidenta USA 2012 | Gary Johnson/Jim Gray                  | 1 275 923   | 0,99 %        | 0              |
| Volby prezidenta USA 2016 | Gary Johnson/Bill Weld                 | 4 489 233   | 3,29 %        | 0 (1)          |
| Volby prezidenta USA 2020 | Jo Jorgensenová/Spike Cohen            | 1 865 724   | 1,18 %        | 0              |